# Castello del Parco
Il castello medievale di Nocera Inferiore, anche definito castello del Parco, è una struttura del X secolo che sorge a Nocera Inferiore, sulla sommità della collina del Parco o collina di Sant'Andrea.
L'area, nel XIX secolo è passata in mano privata. Vi è stato realizzato l'attuale palazzo Fienga. Oggi è tornata in mano pubblica, facendo parte dei beni del comune.

## Storia

### Origini

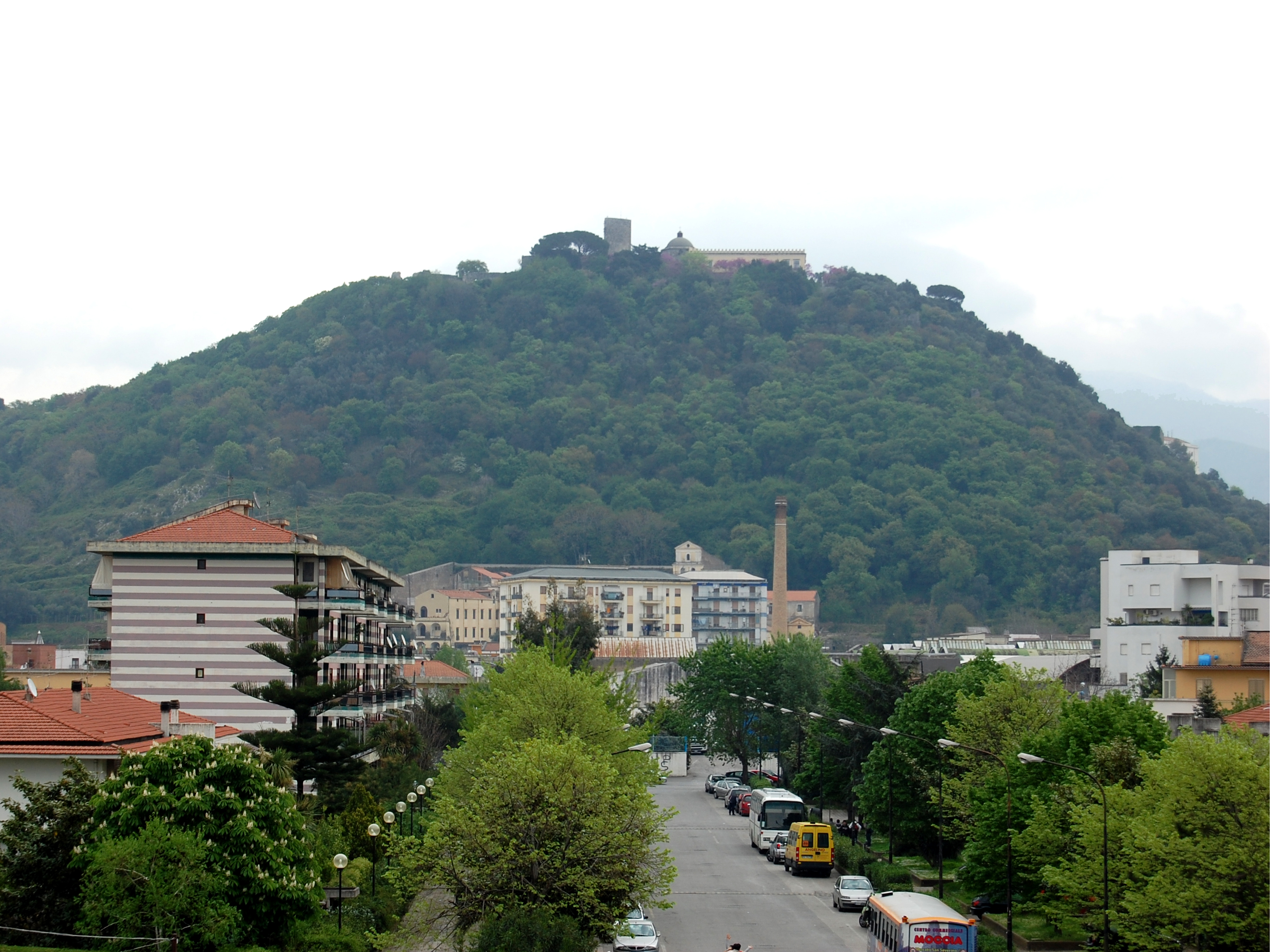
La collina del Parco (vista da via Principe Antonio de Curtis).

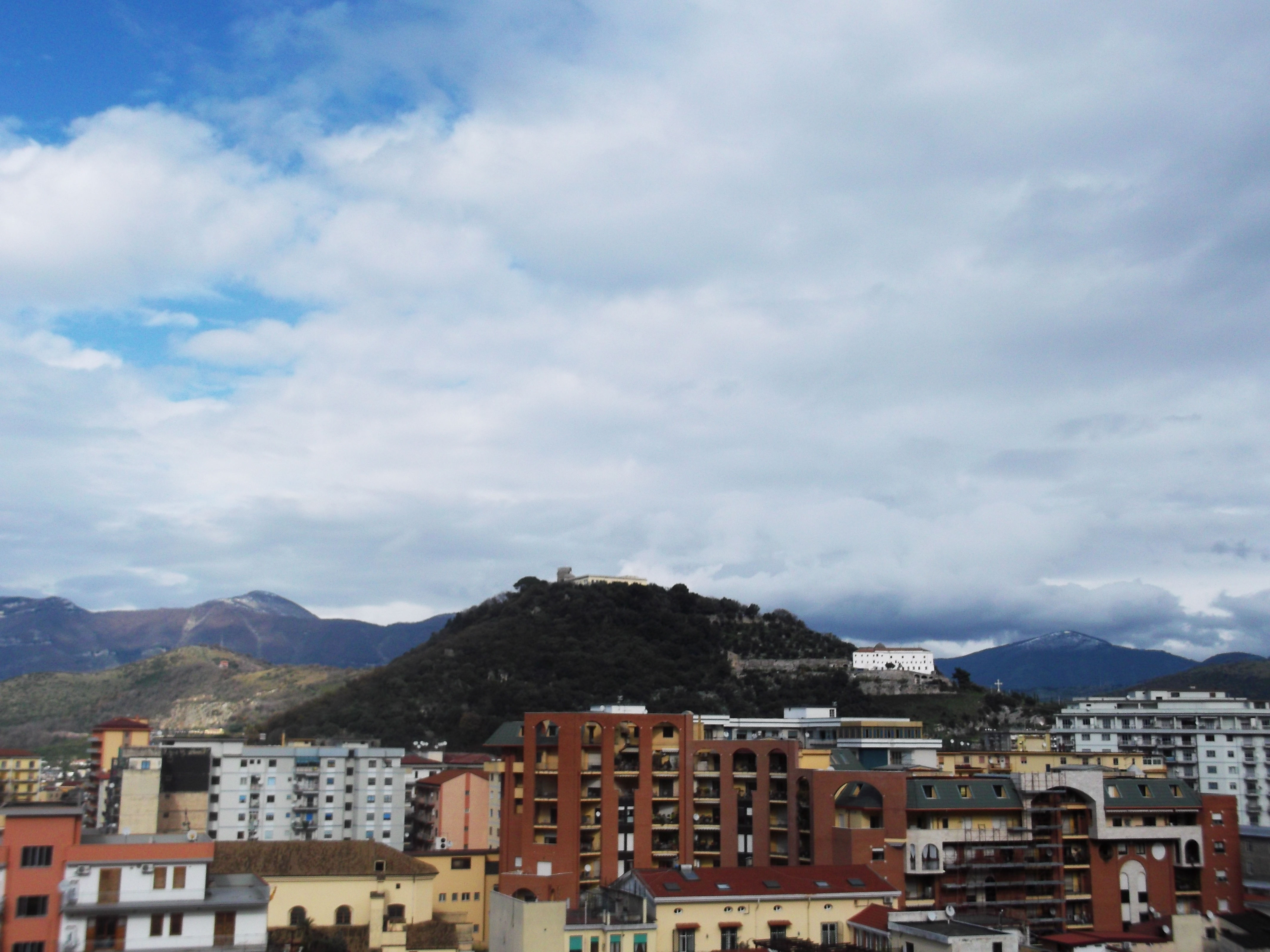
La collina del Parco (vista da via Vittorio Sellitti).

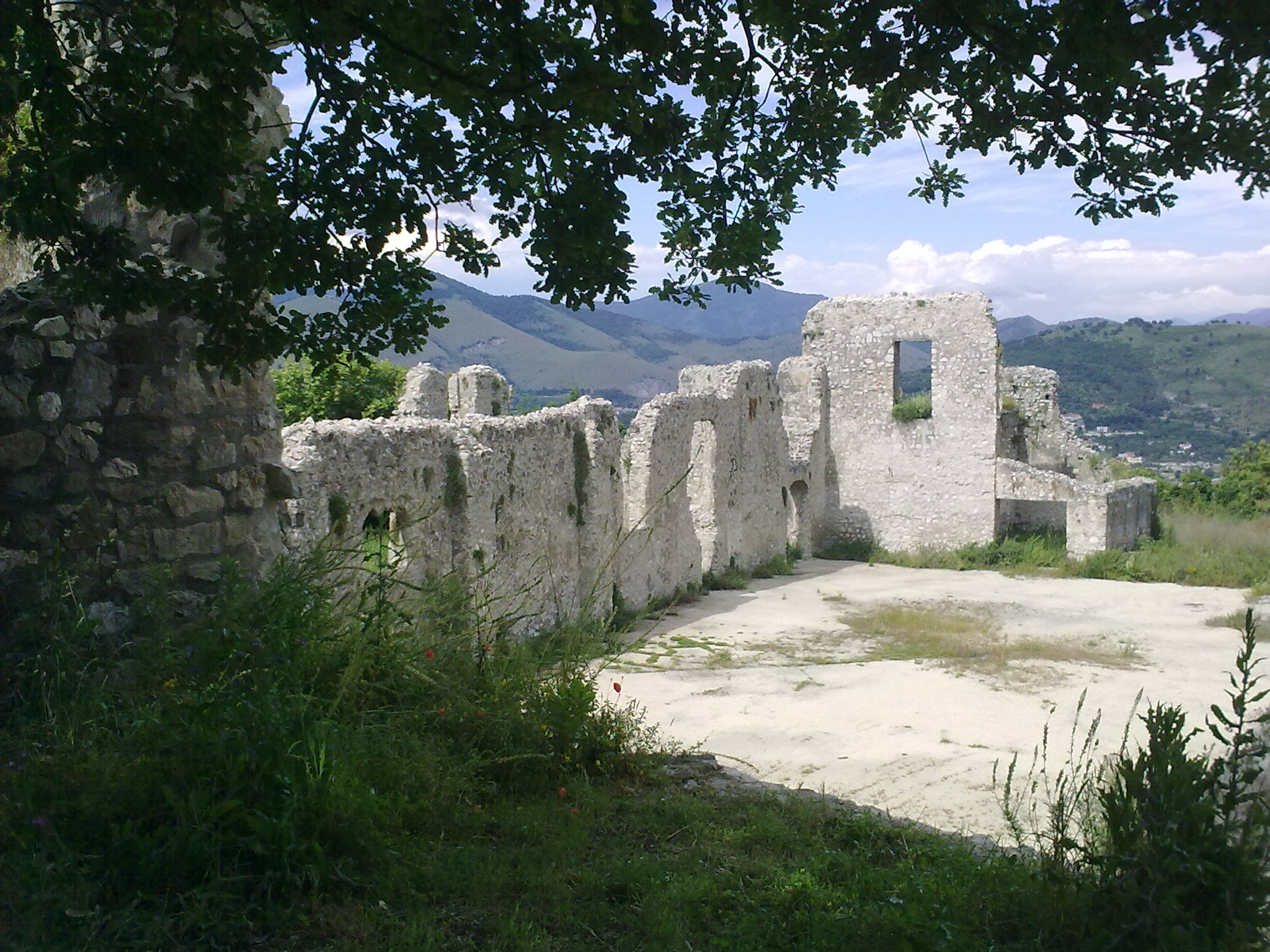
Ruderi del castello del Parco, il cortile o "sala dei giganti".

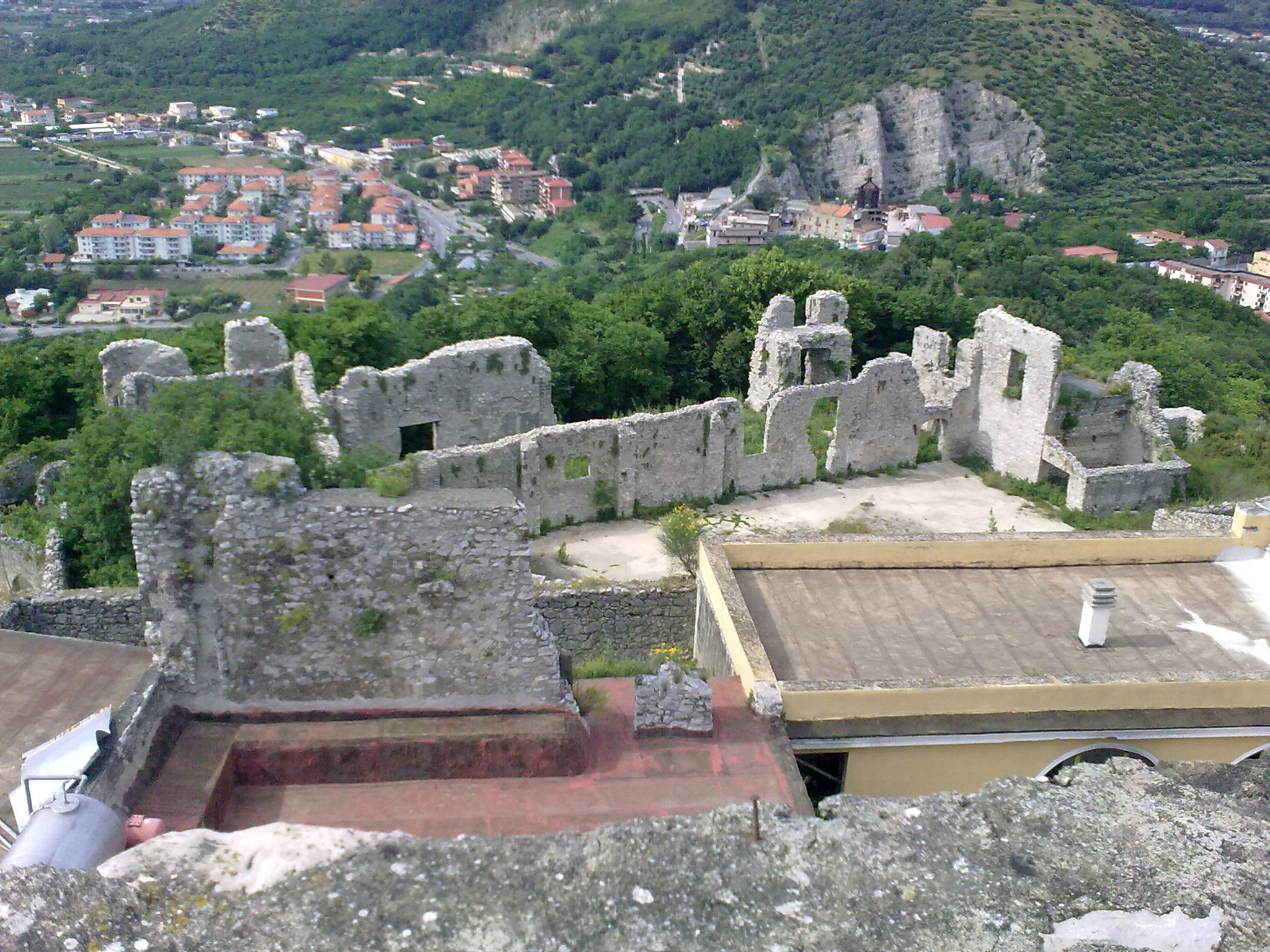
I ruderi del castello visti dalla torre normanna.

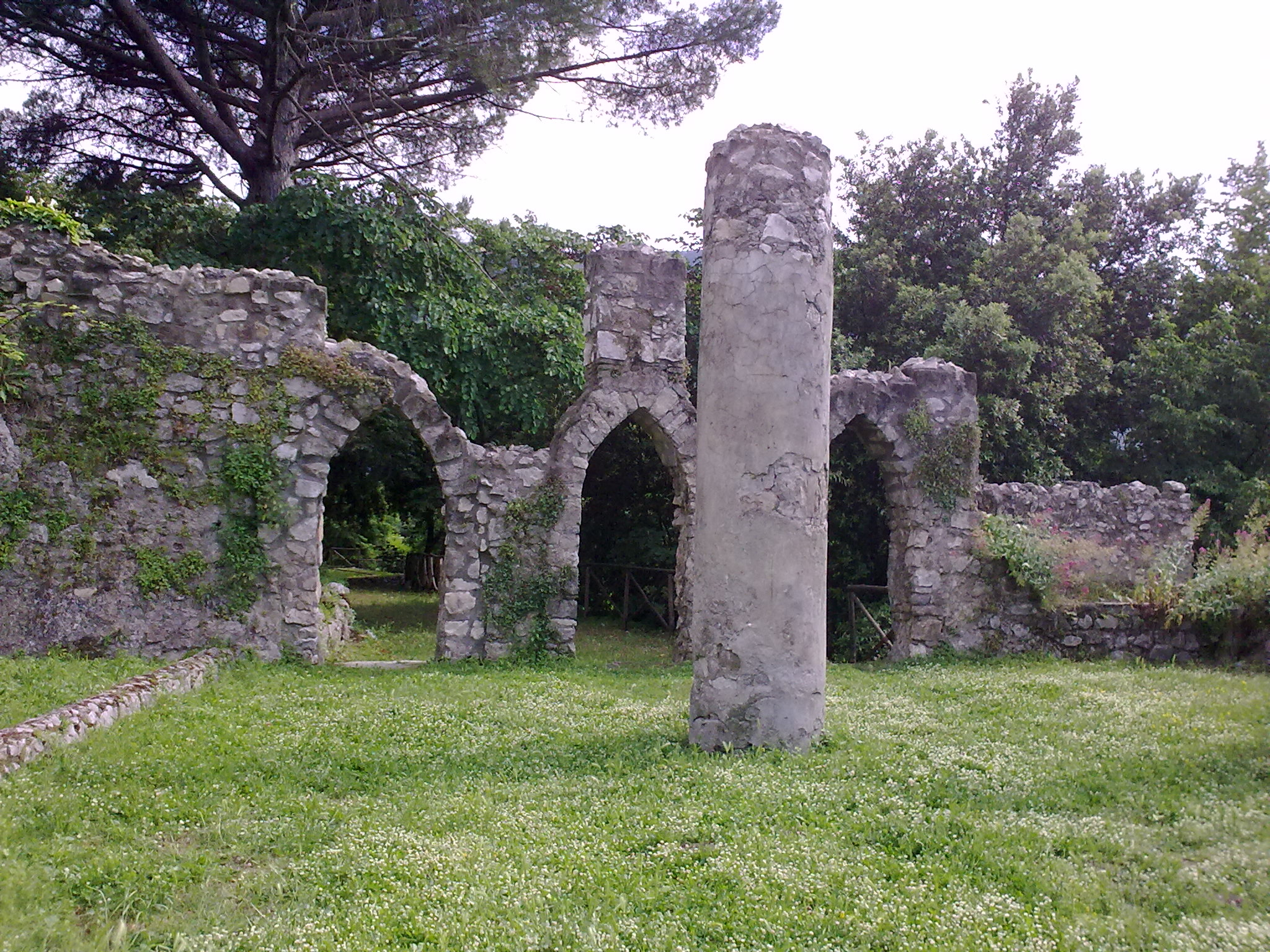
Ruderi del castello del Parco, la "voliera".

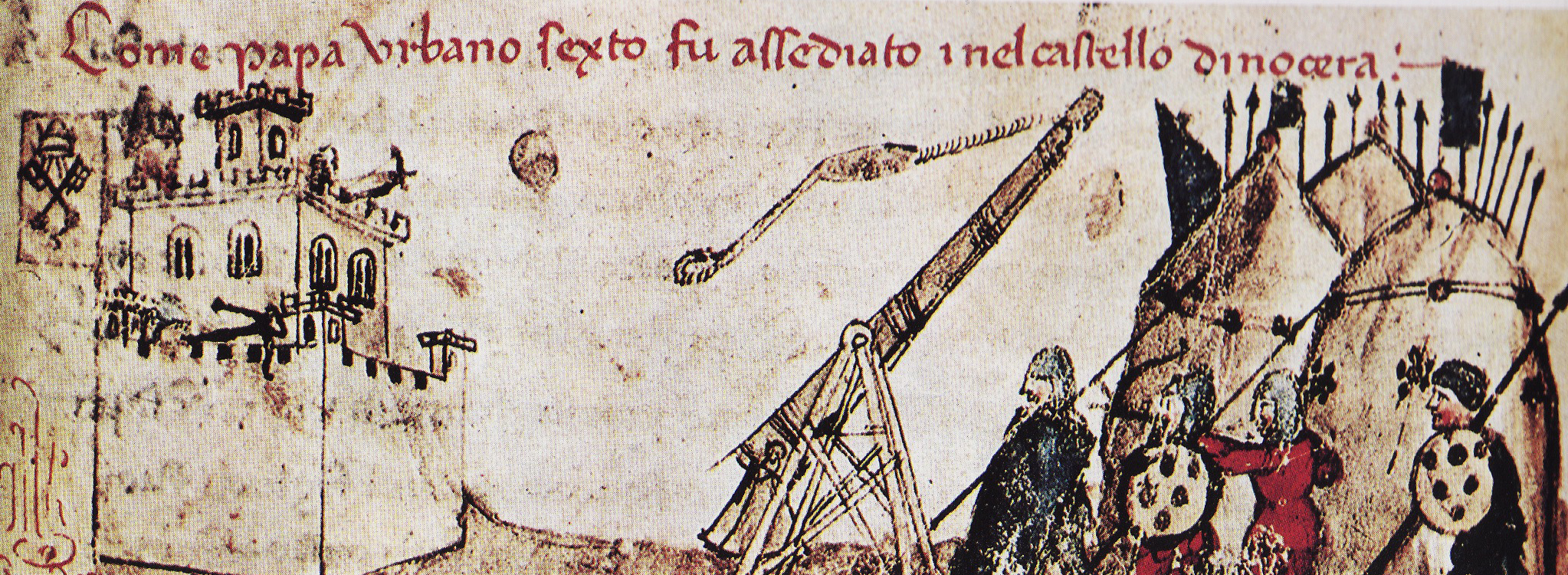
Urbano VI assediato da Carlo III nel castello di Nocera, dalle Croniche di Giovanni Sercambi.

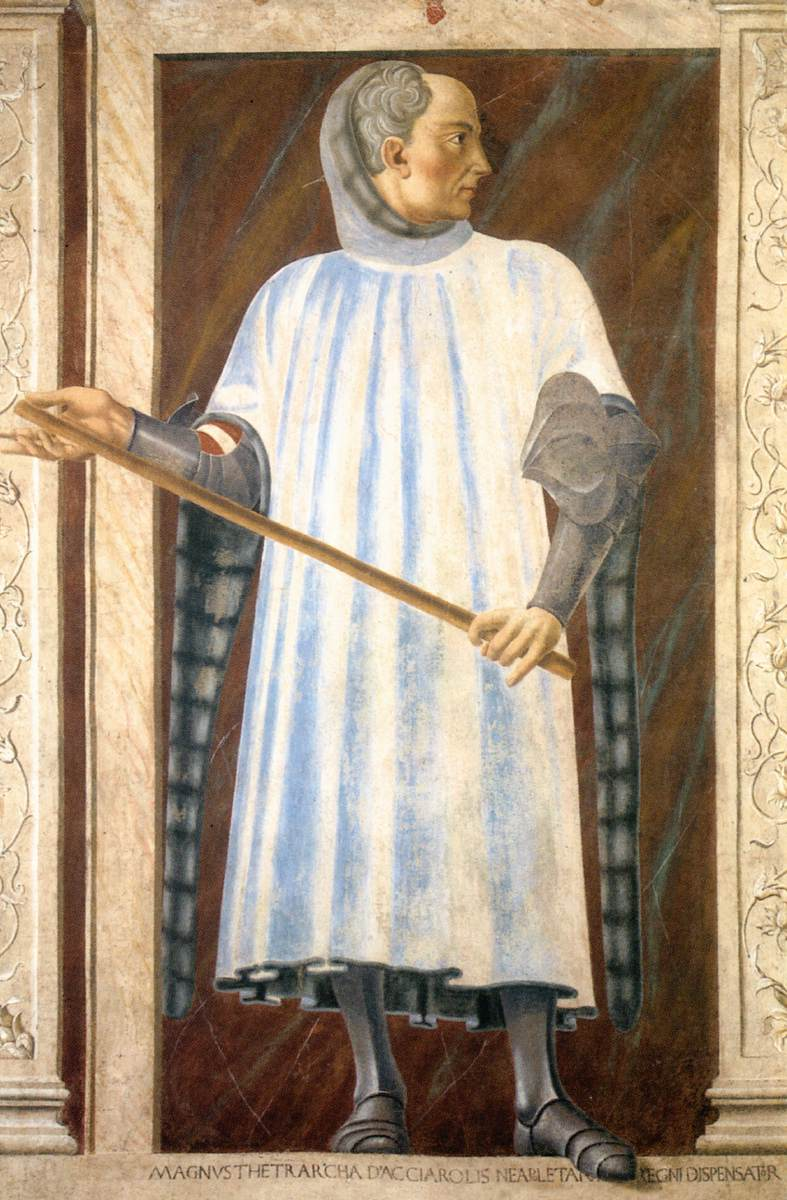
Niccolò Acciaiuoli proprietario del castello (Andrea del Castagno, Ciclo degli uomini e donne illustri).

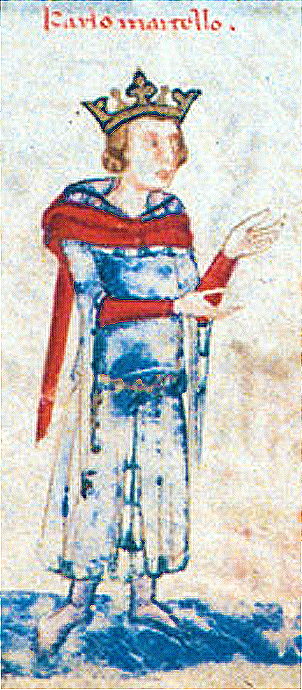
Carlo Martello proprietario del castello

La struttura originale è conosciuta sin dal 984 in un documento del Codice Diplomatico Cavese, indicato come firmitate noba nocerina de ipso Monticellum, ma il maniero risale probabilmente a epoca più antica. I ruderi del castello costituiscono una struttura trapezoidale monca di un lato, che si sviluppano intorno ad un ampio cortile (chiamato fantasiosamente: sala della Cavallerizza).
Molto suggestiva l'area detta voliera, ad ovest del castello, nella quale sono ancora in piedi tre archi gotici. Sono ancora in luce le ampie cisterne e tratti di due delle tre cinte murarie originali.
Alle spalle della torre mastio vi è una piccola area absidata, pertinente alle chiese di Santa Maria alla Torre e San Martino in unum constructe secondo le fonti. In epoca successiva la chiesa della fortezza fu dedicata a san Leone.

### L'epoca angioina
Sorge sulla collina del Parco, che ospitò i nocerini che nell'alto medioevo lasciarono Nuceria per costruire la nuova città in ambiente più protetto.
Caposaldo del sistema difensivo dei Longobardi di Salerno nei confronti dei Bizantini di Napoli, il borgo che si venne a creare era difeso da un sistema a tripla cinta muraria: la prima intorno al castello; la seconda al centro della collina; la terza a difesa dell'insediamento alle sue falde.
Nella sua prima fase di vita il castello era costituito da una struttura molto semplice: una torre con un piccolo recinto. Nel 1138 fu distrutto dalle truppe di Ruggero II assieme al villaggio del borgo.
In epoca federiciana appartenne alla famiglia dei Filangieri. In quest'epoca, su un banco di roccia calcarea, fu realizzato l'arce con una torre pentagonale circondata da un recinto quadrangolare. Ai lati di questo recinto erano presenti altre quattro torri (delle quali oggi resta solo una base).
In questi anni le stanze del castello servirono anche come prigione: vi si tenne prigioniera fino alla morte Elena degli Angeli, vedova di re Manfredi di Svevia.
In epoca angioina si ebbe il primo grande ampliamento del castello. Carlo I d'Angiò, che trascorreva spesso il suo tempo a Nocera, diede il via ai lavori di ampliamento della vecchia fortezza, facendo realizzare alcuni ambienti di carattere residenziale che diedero alla struttura la forma di un vero e proprio palazzo.
Dal 1303 si provvide anche alla risistemazione del sistema difensivo caratterizzato da una triplice cinta di mura che dalla sommità della collina scendeva fino alle falde della collina, cingendo il borgo fortificato fino al torrente detto Saltera.
In questi anni vi crebbe e poi lo possedette Carlo Martello, amico di Dante, e probabilmente vi nacque (e sicuramente vi crebbe) san Ludovico d'Angiò.
Nel '300 Giovanna I lo cedette con la Città al fiorentino Niccolò Acciaiuoli, che vi ospitò nel 1362 Giovanni Boccaccio (come ci dice lui stesso nella Epistola II).
Nel dicembre del 1381 vi fu portata prigioniera la regina Giovanna I, e vi rimase fino al 28 marzo del 1382. Qui Boccaccio erroneamente crede che la regina morì. Nella realtà la regina fu trasferita nel castello di Muro Lucano, dove perse la vita il 12 maggio di quello stesso anno.
Nel 1385 papa Urbano VI, durante la guerra per la successione a Giovanna I, vi fu assediato per alcuni mesi dalle truppe di Carlo III di Durazzo. Dal castello il papa dovette reprimere una congiura ordita contro di lui da alcuni cardinali.

### Il declino
Con il passaggio alla dinastia aragonese la città di Nocera perse l'importanza di cui aveva goduto sotto gli angioini. La struttura andò lentamente in disuso e non fu ristrutturato per difendersi dalle armi da fuoco.
Nel 1521 fu acquistato con la Città da Tiberio Carafa, primo duca di Nocera, e fu usato come residenza ducale fino alla costruzione del fastoso palazzo ducale ai piedi della collina, dove è oggi l'ex caserma Tofano, da parte di Ferdinando I Carafa. Il duca di Nocera trasformò parte della collina in un grande parco per la caccia ai cervi. Vi si recava soprattutto durante il periodo estivo per goderne l'aure soavi, che spirano ivi li venti quando li rimanente della campagna brucia per lo soverchio caldo della stagione. I suoi eredi si spostarono nel grande palazzo ducale realizzato alle falde del piccolo monte.
Gradualmente abbandonato, andò decadendo finché nell'800 fu acquistato dai baroni de Guidobaldi, che ne spianarono una parte costruendovi su la villa residenziale oggi esistente. Passò poi ai Fienga, che demolirono tutto il lato sud per realizzare il palazzo che si vede oggi.
Attualmente è di proprietà del Comune che ne ha ceduto in comodato una parte alla Provincia.

Dal 2014, l'Associazione ETS "Ridiamo Vita al Castello" si occupa del monitoraggio dell'area del Castello e della Collina del Parco e dell'organizzazione degli eventi culturali cittadini svolti nelle sedi del palazzo. L'associazione svolge inoltre alcune attività di manutenzione collettive come il clean walking sulla collina, e attività culturali in collaborazione con altre associazioni del territorio. Nel 2023, l'Associazione ha firmato la convenzione per la gestione del Castello e si occupa tutto l'anno delle aperture ordinarie e straordinarie delle aree agibili.

## La struttura
Le rovine del castello afferiscono per la maggior parte alla sua fase angioina. Ancora visibile è la sala dei giganti, un enorme salone costruito con pietra calcarea che in origine doveva essere coperto da un tetto a doppio spiovente (come dimostrerebbero le paraste ancora conservate).
Lungo la parete occidentale della sala sono ancora presenti una bifora (lacunosa della colonnina centrale), e tre grandi finestre (di cui una trilobata, composta da una bifora con monofora superiore, completamente realizzata in tufo e miracolosamente conservatasi perché murata durante il XVII secolo) lungo la parete orientale. Di altre due finestre resta solo la cornice esterna in tufo.
Alle spalle di questa sala si diramano altri ambienti, fino a raggiungere il vecchio portale di accesso seguito da un atrio quadrangolare.
Sempre relativa al periodo angioino è la Cavallerizza Reale, situata ad un livello inferiore e costituita da un grande ambiente diviso in campate e coperto da ampie volte a botte.

### Le chiese
Dalle fonti sono note le strutture ecclesiastiche presenti nel castello. Si tratta delle chiese di Santa Maria alla Torre e San Martino in unum constructe e della successiva chiesa di San Leone (nota a partire dal XIII secolo).
La prima struttura è afferibile alle prime fasi di vita del castello. È stata individuata in un'area absidata alle spalle della torre normanna. Qui si leggono almeno due fasi successive di affreschi (a probabile conferma dell'unione delle due strutture). La più leggibile delle due trova confronti con gli affreschi dell'Abbazia di Sant'Angelo in Formis e sono stati datati all'epoca desideriana.
Dopo una prima ricognizione ad inizio anni 2000, gli affreschi sono stati oggetto di recupero nel 2021.

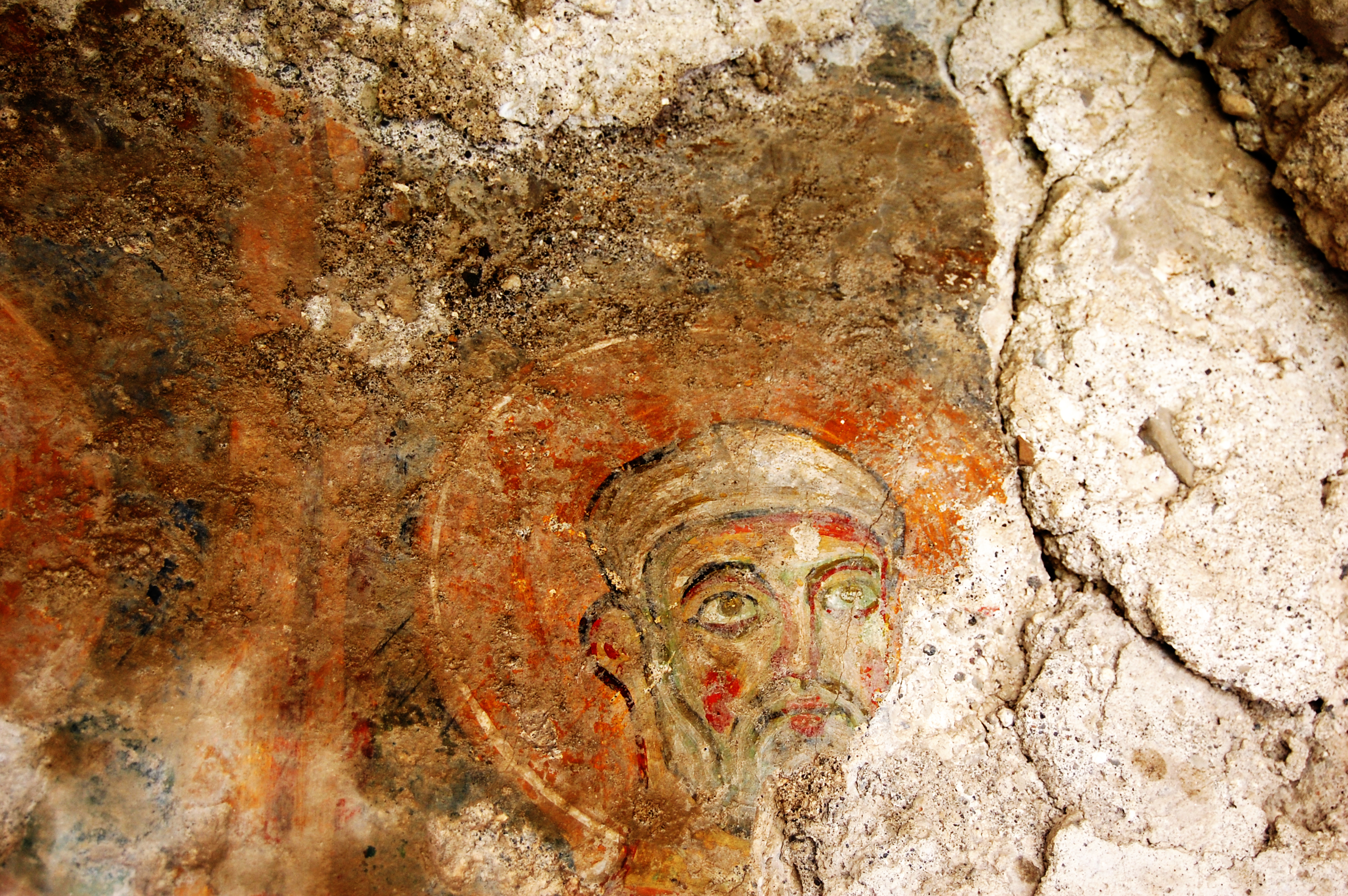
San Pietro
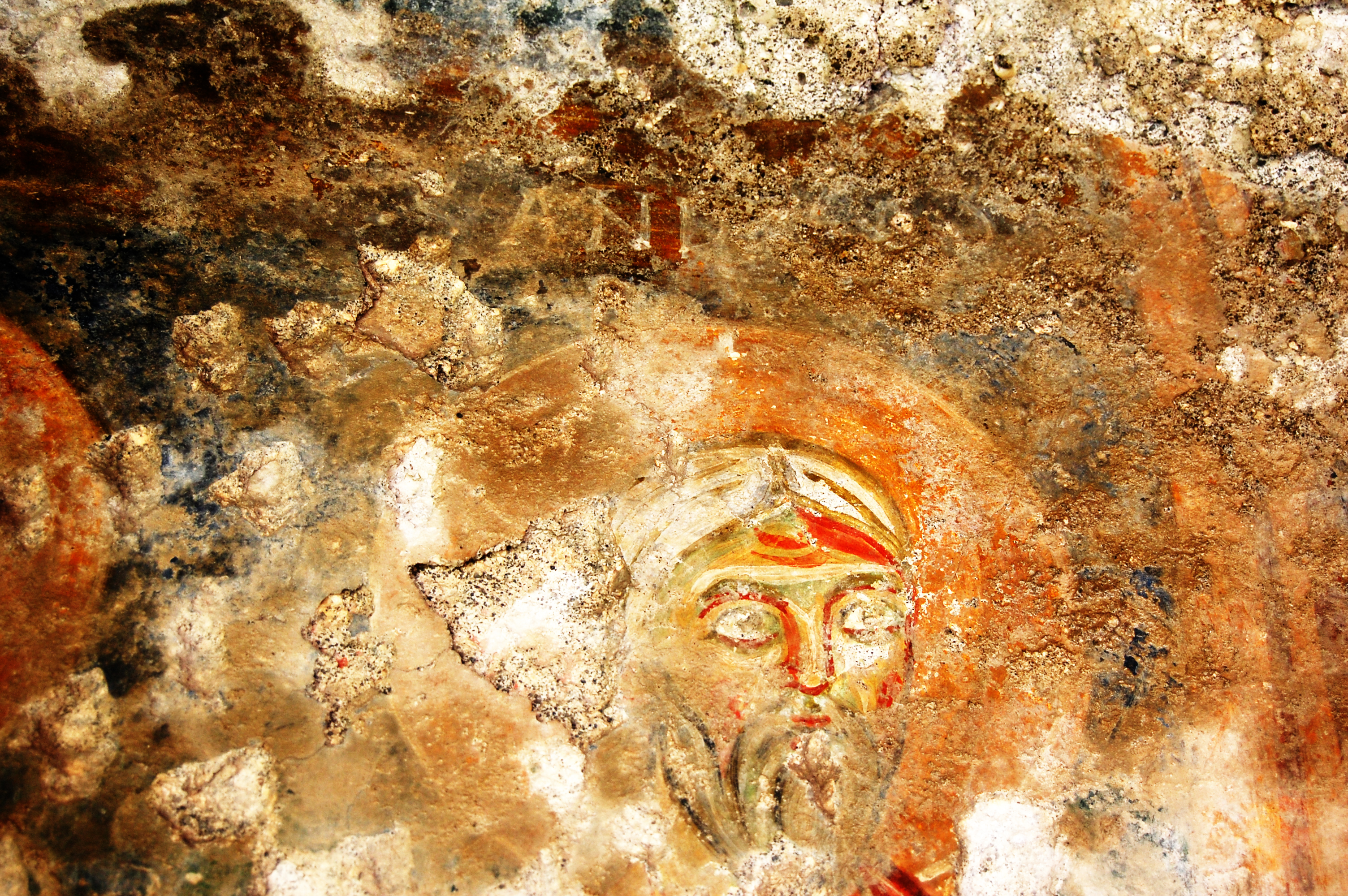
Sant'Andrea
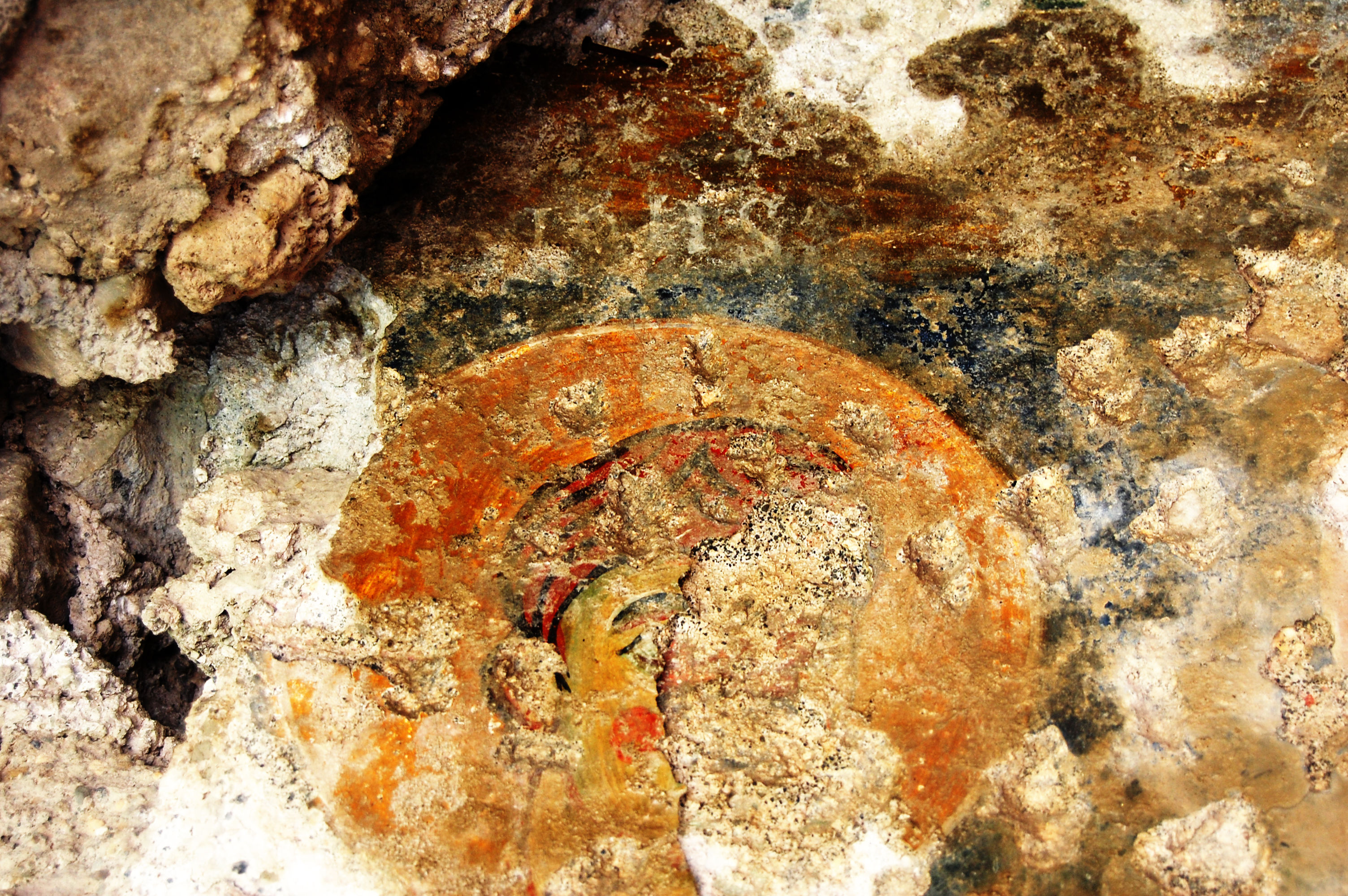
San Giovanni
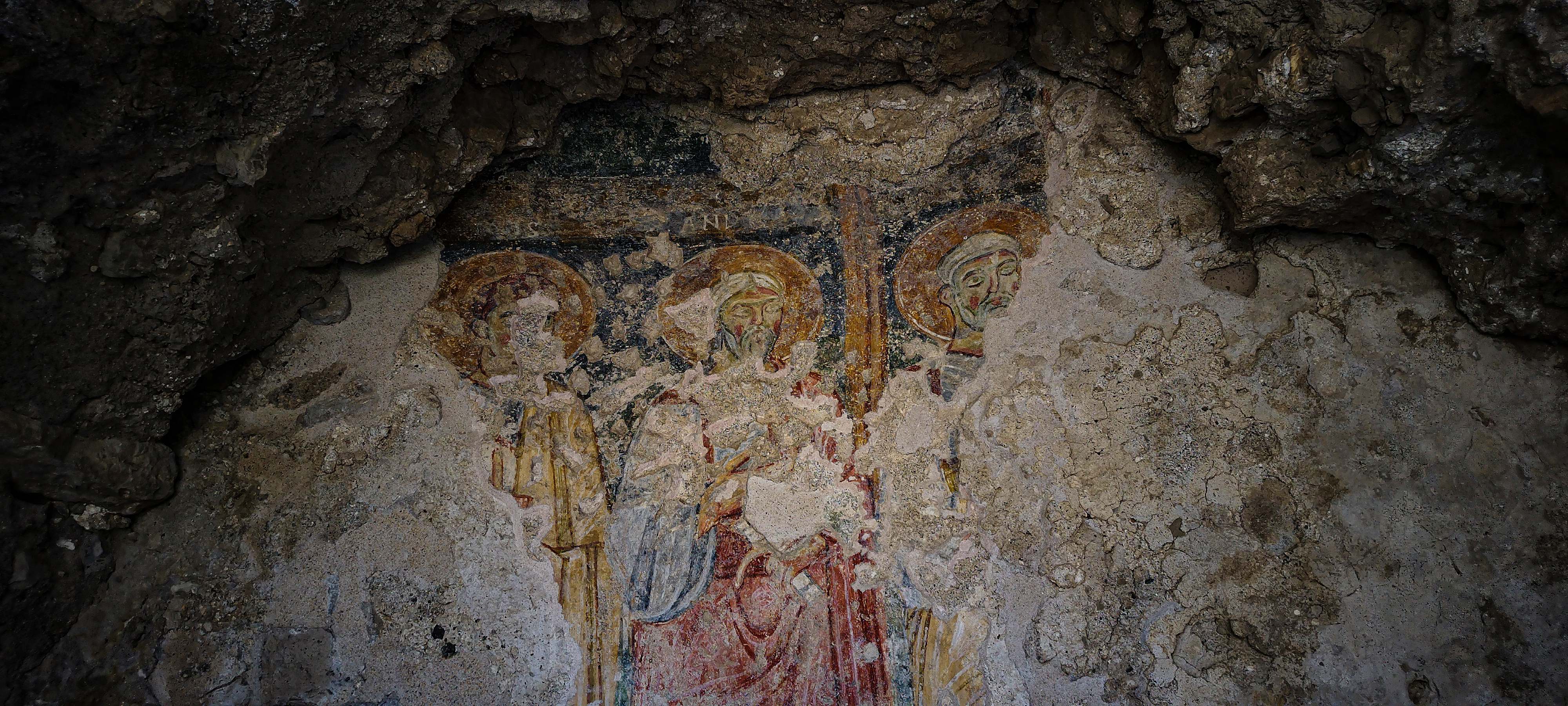
Gli affreschi dopo il restauro

### La Torre Normanna
La torre mastio di forma pentagonale (probabilmente risalente al XIII secolo) fu costruita dalla famiglia Filangieri intorno al 1230-1250.
È collocata nel punto più alto della collina. Dalla sua sommità, posta a circa 150 metri s.l.m., è possibile ammirare a 360° tutta la piana dell'agro nocerino, fino al mare ed alle isole maggiori dell'arcipelago flegreo.
La struttura è inglobata dal più moderno palazzo Fienga.

### La cinta muraria

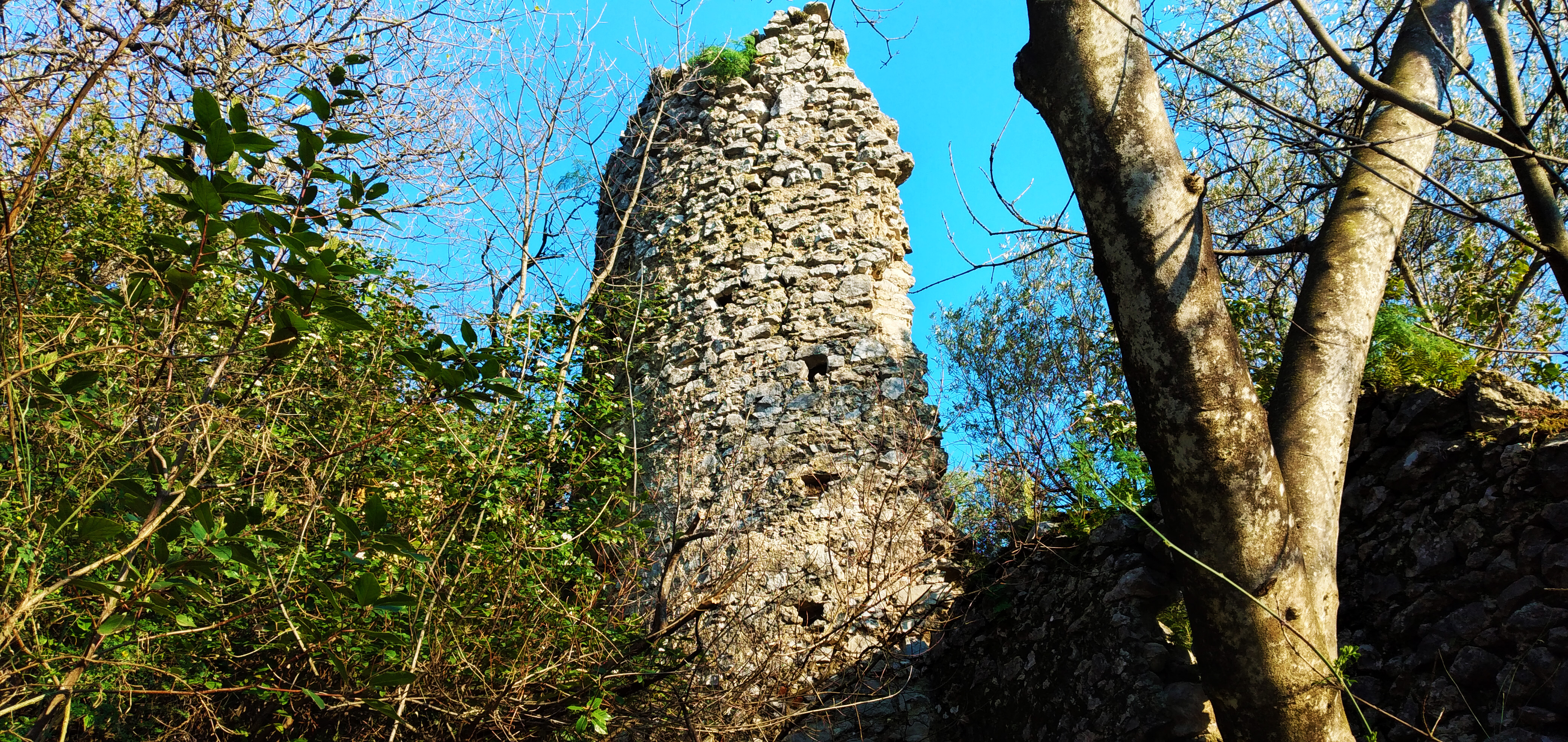
Resti di una torretta sul versante orientale

Sono ancora visibili dei resti dei cammini di ronda collocati tra la prima e la seconda cinta muraria.
Sono presenti, lungo i crinali della collina, una grande cisterna circolare guardata da una torre triangolare scarpata, e delle semitorri che interrompevano la cortina mediana, che facevano parte del sistema di difesa delle acque, preziose soprattutto in caso di assedio.
È inoltre possibile vedere alcuni, mentre è completamente scomparsa la cinta ai piedi della collina.

## Leggende legate al castello
Come ogni maniero che si rispetti anche il castello di Nocera, costellato di ruderi e di storia, ha dato adito alla popolazione della città alla creazione di leggende.
- Dicerie locali parlano di una serie di cunicoli al di sotto del maniero che lo collegavano a punti anche lontani della città (come Materdomini di Nocera Superiore). Che i castelli avessero cunicoli utilizzati come vie di fuga sotterranee è plausibile, ma non è probabile che corressero per chilometri. Inoltre i presunti tunnel sono spesso solo acquedotti.
- Il castello ospiterebbe, inoltre, due fantasmi, dei quali si ritiene di conoscere anche i nomi e la storia. Il più antico ectoplasma apparterrebbe a Cencia di Trastevere, carceriera di chiare origini romane che si era innamorata di Francesco Prignano (nipote di papa Urbano VI), principe di Capua e signore di Nocera. Di notte si possono sentire le sue urla provenienti dal castello.
- L'altro fantasma apparterrebbe a Basilio di Levante, che dicono morto nel 1406 nel castello del Parco dov'è ancora sepolto. Si manifesterebbe abbassando improvvisamente la temperatura, tramite folate di vento e rumori repentini.

## Eventi

### Jazz in Parco
Fino ai primi anni 2010,l'associazione Noceracconta ha svolto ivi e negli spazi del palazzo Fienga un festival dedicato esclusivamente al genere.
Il festival vedeva la direzione artistica della cantante Jazz Ondina Sannino.
La manifestazione successivamente si è spostata nella città, coinvolgendo piazze e locali

### Fantasmi al Castello
Dal 2015 l'associazione "Ridiamo Vita Al Castello", organizza una serie di visite-spettacolo, all'interno del maniero e del palazzo Fienga. Ripercorrendo la storia e le leggende che sono racchiuse in tale luogo.